# Charles Joseph Bonaparte
Charles Joseph Bonaparte (ur. 9 czerwca 1851 w Baltimore, zm. 28 czerwca 1921 w hrabstwie Baltimore) – amerykański polityk, wnuk Hieronima Bonapartego, najmłodszego brata francuskiego cesarza Napoleona I.

## Życiorys
Urodzony w Baltimore w stanie Maryland był synem Hieronima Napoleona Bonapartego (1805-1870) oraz Susan May Williams (1812-1881).
Po ukończeniu Uniwersytetu Harvarda, Bonaparte praktykował prawo w rodzinnym Baltimore. 1 września 1875 ożenił się z Ellen Channing Day (1852-1924), z którą nie miał dzieci.
Następnie był członkiem wielu organów rządowych w USA do czasu mianowania go w roku 1905 przez prezydenta Theodore’a Roosevelta sekretarzem marynarki (1905-1906). Zaś w roku 1906 został mianowany prokuratorem generalnym, które to stanowisko zajmował do końca prezydentury Roosevelta w roku 1909. Jako szef wymiaru sprawiedliwości odegrał pewną rolę w walce z trustami. To on ustanowił w roku 1908 FBI.
Amerykańska gałąź Bonapartych wygasła w linii męskiej w 1945 r. ze śmiercią jego bratanka.